# دالسيم
دالسيم هو شخصية خيالية في سلسلة ألعاب الفيديو القتالية ستريت فايتر. ظهر للمرة الأولى في لعبة ستريت فايتر II كواحد من الشحصيات الثمان الرئيسية. وهو شخصية هندية ومؤمن بفكر السلامية لكن يخالف معتقداته عبر المشاركة في بطولة العالم للمقاتلين من أجل جمع المال لقريته. ظهر في ستريت فايتر IV وستريت فايتر V.